# Trichocladus
Trichocladus là một chi thực vật có hoa trong họ Hamamelidaceae.